# Romaklosters landskommun
Romaklosters landskommun var en tidigare kommun på centrala Gotland.

## Administrativ historik
Den bildades som så kallad storkommun vid kommunreformen 1952 genom sammanläggning av de tidigare kommunerna Akebäck, Ala, Anga, Barlingbo, Björke, Buttle, Endre, Follingbo, Gammelgarn, Guldrupe, Halla, Hejdeby, Kräklingbo, Roma, Sjonhem, Viklau, Vänge och Östergarn. Den fick sitt namn efter tätorten Romakloster. Den nya kommunen bildades av 18 tidigare kommuner, vilket var det högsta antalet i kommunreformen, och hade 6 411 invånare den 31 december 1951.
Landskommunens gränser ändrades flera gånger (årtal avser den 1 januari det året om inget annat anges):
- 1964 - Från Romaklosters landskommun och Follingbo församling överfördes till Tingstäde landskommun och Bro församling ett obebott område omfattande en areal av 0,05 kvadratkilometer land.[4]
- 1964 - Från Romaklosters landskommun och Hejdeby församling överfördes till Dalhems landskommun och Källunge församling ett obebott område omfattande en areal av 0,16 kvadratkilometer land.[4]
- 1964 - Till Romaklosters landskommun och Halla församling överfördes från Dalhems landskommun och Ganthems församling ett område med 1 invånare och omfattande en areal av 0,08 kvadratkilometer land.[4]
- 1965 - Från Romaklosters landskommun och Anga församling överfördes till Dalhems landskommun och Norrlanda församling ett obebott område omfattande en areal av 0,03 kvadratkilometer land.[4]
- 1965 - Från Romaklosters landskommun och Roma församling överfördes till Stenkumla landskommun och Träkumla församling ett obebott område omfattande en areal av 0,15 kvadratkilometer land.[4]
- 1965 - Från Romaklosters landskommun och Viklau församling överfördes till Klintehamns landskommun och Väte församling ett obebott område omfattande en areal av 0,04 kvadratkilometer land.[4]
- 1965 - Till Romaklosters landskommun och Anga församling överfördes från Dalhems landskommun och Gothems församling ett obebott område omfattande en areal av 0,03 kvadratkilometer land.[4]
- 1965 - Till Romaklosters landskommun och Endre församling överfördes från Tingstäde landskommun och Fole församling ett obebott område omfattande en areal av 0,06 kvadratkilometer land.[4]
- 1965 - Till Romaklosters landskommun och Endre församling överfördes från Dalhems landskommun och Ekeby församling ett obebott område omfattande en areal av 0,02 kvadratkilometer land.[4]
- 1965 - Till Romaklosters landskommun och Viklau församling överfördes från Klintehamns landskommun och Väte församling ett obebott område omfattande en areal av 0,09 kvadratkilometer land.[4]
- 1966 - Från Romaklosters landskommun och Björke församling överfördes till Dalhems landskommun och Ganthems församling ett område med 1 invånare och omfattande en areal av 0,35 kvadratkilometer land.[4]
- 1966 - Till Romaklosters landskommun och Barlingbo församling överfördes från Dalhems landskommun och Ekeby församling ett område med 5 invånare och omfattande en areal av 0,11 kvadratkilometer land.[4]
- 1966 - Till Romaklosters landskommun och Follingbo församling överfördes från Stenkumla landskommun och Träkumla församling ett obebott område omfattande en areal av 0,06 kvadratkilometer land.[4]
- 1967 - Till Romaklosters landskommun och Guldrupe församling överfördes från Klintehamns landskommun och Väte församling ett obebott område omfattande en areal av 0,21 kvadratkilometer, varav allt land.[5]

Den 1 januari 1971 bildades enhetskommunen Gotlands kommun, varvid denna kommun, liksom öns övriga och Gotlands läns landsting, upplöstes. När Romaklosters landskommun upplöstes hade den 4 811 invånare.
Kommunkoden var 0905.

### Judiciell tillhörighet
I judiciellt hänseende tillhörde landskommunen Gotlands domsaga och Gotlands domsagas tingslag.

### Kyrklig tillhörighet
I kyrkligt hänseende tillhörde landskommunen 18 församlingar: Akebäck, Ala, Anga, Barlingbo, Björke, Buttle, Endre, Follingbo, Gammelgarn, Guldrupe, Halla, Hejdeby, Kräklingbo, Roma, Sjonhem, Viklau, Vänge  och Östergarn.

## Geografi
Romaklosters landskommun omfattade den 1 januari 1952 en areal av 457,65 km², varav 457,32 km² land.

### Tätorter i kommunen 1960
| Tätort      | Folkmängd |
| ----------- | --------- |
| Romakloster | 579       |
| Roma kyrkby | 284       |

Tätortsgraden i kommunen var den 1 november 1960 15,7 procent.

## Näringsliv

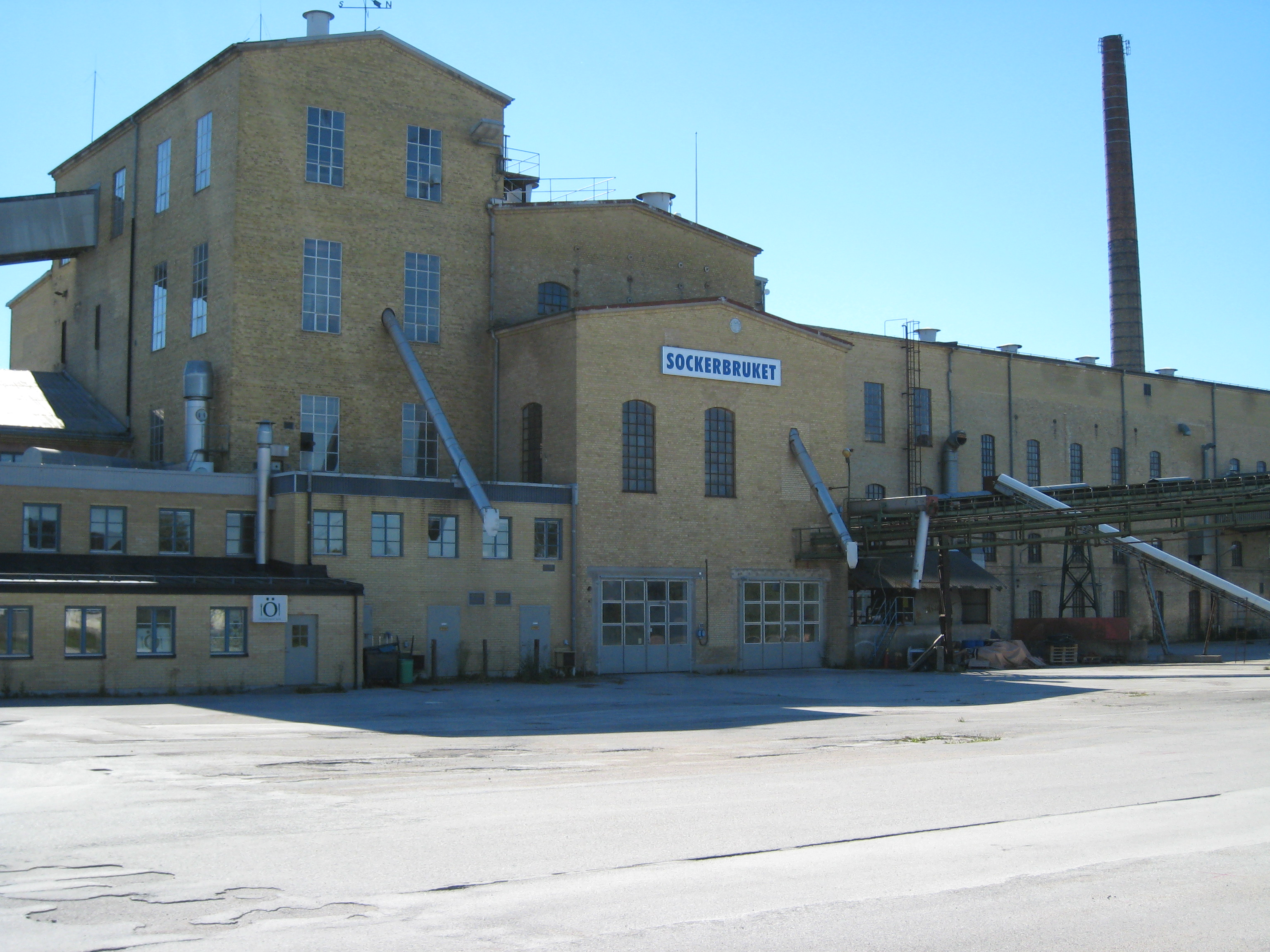
Roma sockerbruk i Roma.

Vid folkräkningen den 31 december 1950 var landskommunens (med 1952 års gränser) förvärvsarbetande befolkning (2 633 personer, varav 2 141 män och 492 kvinnor) uppdelad på följande sätt:
- 1 482 personer (56,3 procent) med jordbruk med binäringar, varav 1 312 män och 170 kvinnor.
- 573 personer (21,7 procent) jobbade med industri och hantverk, varav 524 män och 49 kvinnor.
- 163 personer (6,2 procent) med handel, varav 111 män och 52 kvinnor.
- 158 personer (6,0 procent) med samfärdsel, varav 128 män och 30 kvinnor.
- 152 personer (5,8 procent) med offentliga tjänster m.m., varav 54 män och 98 kvinnor.
- 91 personer (3,5 procent) med husligt arbete, varav 0 män och 91 kvinnor.
- 14 personer (0,5 procent) med ospecificerad verksamhet, varav 12 man och 2 kvinnor.

165 av förvärvsarbetarna (6,3 procent) hade sin arbetsplats utanför landskommunen.
Den detaljerade fördelningen av yrken för förvärvsarbetarna såg ut på följande sätt:
- 1 390 personer (52,8 procent) jobbade med jordbruk och boskapsskötsel.
- 206 personer (7,8 procent) med byggnadsverksamhet.
- 176 personer (6,7 procent) med livsmedelsindustri m.m.
- 158 personer (6,0 procent) med samfärdsel.
- 146 personer (5,5 procent) med varuhandel.
- 91 personer (3,5 procent) med husligt arbete.
- 89 personer (3,4 procent) med fiske.
- 68 personer (2,6 procent) med metallindustri.
- 63 personer (2,4 procent) med undervisning och vetenskaplig verksamhet.
- 45 personer (1,7 procent) med hälso- och sjukvård samt personlig hygien.
- 44 personer (1,7 procent) med övriga inom offentliga tjänster m.m.
- 36 personer (1,4 procent) med träindustri m.m.
- 34 personer (1,3 procent) med textil- och sömnadsindustri.
- 24 personer (0,9 procent) med jord- och stenindustri.
- 19 personer (0,7 procent) med el-, gas-, vattenverk m. m.
- 17 personer (0,6 procent) med övriga inom handel.
- 14 personer (0,5 procent) med ospecificerad verksamhet.
- 9 personer (0,9 procent) med läder-, hår- och gummivaruindustri.
- 3 personer (0,1 procent) med skogsbruk.
- 1 personer (0,0 procent) med ej specificerad industri.

## Befolkningsutveckling
| Befolkningsutvecklingen i Romaklosters landskommun 1955–1965                                     | Befolkningsutvecklingen i Romaklosters landskommun 1955–1965 | Befolkningsutvecklingen i Romaklosters landskommun 1955–1965 | Befolkningsutvecklingen i Romaklosters landskommun 1955–1965 | Befolkningsutvecklingen i Romaklosters landskommun 1955–1965 |
| ------------------------------------------------------------------------------------------------ | ------------------------------------------------------------ | ------------------------------------------------------------ | ------------------------------------------------------------ | ------------------------------------------------------------ |
|                                                                                                  |                                                              |                                                              |                                                              |                                                              |
| År                                                                                               |                                                              |                                                              | Folkmängd                                                    |                                                              |
| 1955                                                                                             | 1955                                                         |                                                              | 5 959                                                        |                                                              |
| 1960                                                                                             | 1960                                                         |                                                              | 5 492                                                        |                                                              |
| 1965                                                                                             | 1965                                                         |                                                              | 5 098                                                        |                                                              |
| Anm: Befolkning den 31 december enligt den administrativa indelningen den 1 januari följande år. |                                                              |                                                              |                                                              |                                                              |

## Politik

### Mandatfördelning i valen 1950-1966
| 13 | 18 | 5 | 4 |

| 38 |

| 13 | 17 | 5 | 5 |

| 37 |

| 13 | 19 | 3 | 5 |

| 37 |

| 14 | 18 | 4 | 4 |

| 39 |

| 13 | 19 | 4 | 4 |

| 34 | 6 |